# Dr. Luigi
Dr. Luigi è un videogioco rompicapo del 2013, remake del celebre Dr. Mario per la console Wii U, per L'anno di Luigi, ovvero il 30º anniversario di Luigi. È stato distribuito da Nintendo come download per Wii U il 31 dicembre 2013. Dr. Luigi è anche l'ultimo della linea L'anno di Luigi. Il gioco supporta quattro modalità di gioco: multiplayer, operazione L, trama e classica.